# Първа битка при Цюрих
Първата битка при Цюрих е една от битките във Швейцарската кампания по време на Войната на Втората коалиция. Състои се на 4-7 юни 1799 г. Френската войска, под командването на Андре Масена, била натоварена със задачата да защитава града, атакуван от командваните от херцог Карл Австрийски австрийци. Масена смятал да отблъсне противниците си отвъд река Лимат, късдето искал да укрепи позициите си. Австрийците обаче побеждават в сражението.
През лятото австрийските войски са заменени с руски, командвани от ген. Корсаков. По време на втората битка при Цюрих Франция побеждава и си възвръща града, както и контрола над цяла Швейцария.